# Hanceville
Hanceville – miasto w południowo-wschodnich Stanach Zjednoczonych, w stanie Alabama, w hrabstwie Cullman.

Położenie miasta

## Demografia
Według spisu powszechnego z 2010 roku, miasto to liczyło 2982 mieszkańców. W roku 2023 liczba mieszkańców wzrosła do 3324 osób, a gęstość zaludnienia do 304,7 osoby/km².

## Geografia
Według danych amerykańskiego Biura Spisów Ludności (U.S. Census Bureau), miasto zajmuje powierzchnię 10,908 km², z czego 10,871 km² stanowią lądy, a 0,037 km² stanowią wody.